# زينب العقابي
زينب العقابي ( العربية: زينب العقابي ولدت في 19 أغسطس 1990، وهي صيدلانية عراقية ، ورياضية بارالمبية، ومقدمة برامج تلفزيونية، تقيم في الإمارات العربية المتحدة . وهي مبتورة الساق من فوق الركبة، وهي مدافعة عن حقوق الأشخاص ذوي الإعاقة، وخاصةً أولئك الذين يعيشون في الشرق الأوسط .

## الحياة الشخصية
ولدت زينب العقابي ونشأت في بغداد . في يونيو 1997، أصيبت بجروح بالغة بعد انفجار قنبلة غير منفجرة تعود إلى حرب الخليج في حديقة عائلتها وحصل ذلك اثناء محاولة والدها لاصلاح دراجة هوائية بإستخدام معدات قديمه في المنزل. أصيبت العقابي بجروح في يدها وساقها، والتي تم بتر الأخيرة لاحقًا بعد إصابتها بالغرغرينا؛ فقد والدها يدًا نتيجة للانفجار، بينما فقدت أختها إصبعًا.   هاجرت العقابي وعائلتها بعد ذلك إلى الإمارات العربية المتحدة في عام 2001، وتخرجت من جامعة الشارقة بدرجة في الصيدلة في عام 2013.   في عام 2017، أكملت العقابي دراساتها العليا في العمل الاجتماعي الدولي في جامعة دورهام في المملكة المتحدة . 
زينب العقابي يقيم حاليا في دبي . 

## حياة مهنية
حظيت العقابي باهتمام إعلامي لأول مرة بعد إنشائها مجموعة على فيسبوك بعنوان "معاق وفخور" ردًا على ما شعرت أنه وصمة عار ضد الأشخاص ذوي الإعاقة في جميع أنحاء الشرق الأوسط.  في عام 2011، نُصحت العقابي بممارسة السباحة لتخفيف آلام الظهر التي كانت تعاني منها بسبب ساقها الاصطناعية.  بصفتها رياضية، أكملت سباقين ثلاثيين في الإمارات العربية المتحدة وحظيت باهتمام الصحافة عندما تدربت لتصبح غواصة في عام 2016.  تلقت لاحقًا المزيد من التقدير العام عندما أكملت تحدي اللياقة البدنية في دبي عام 2020، والذي تضمن سحب سيارة جيب.  
لدى العقابي أكثر من مليون ونصف متابع على الانستغرام و 600 ألف مشترك على اليوتيوب . 
العقابي سفيرة العلامة التجارية لشركة أوتوبوك لتصنيع الأطراف الاصطناعية. وهي أول امرأة من الشرق الأوسط تتولى هذا المنصب. 
أصبحت العقابي أول مقدمة برامج تلفزيونية مبتورة القدمين في الشرق الأوسط بعد ظهورها في برنامج يلا بنات على قناة MBC1 .  يناقش البرنامج القضايا التي تواجه الشباب في الشرق الأوسط وشمال أفريقيا وكيفية حلها. 
تعرُّف
في يوليو 2021، ظهرت العقابي، إلى جانب زميلاتها مبتوري الأطراف دارين بربر ورانيا حماد، على غلاف مجلة فوغ العربية . 
في عام 2021، تم اختيار العقابي كوجه إقليمي لحملة حركة حب الذات العالمية لشركة ذا بودي شوب. 
ظهرت العقابي في حملة التسويق لسباحة النصر 2020 من نايكي، إلى جانب مها العامري ومنال رستم. 
تشغل زينب العقابي منصب السفير لشركة نايكي منذ نوفمبر 2021.
شاركت العقابي في أسبوع الموضة في ميلانو لصالح علامة BOSS في سبتمبر 2022.
تم التعاقد مع العقابي ليصبح سفيرًا لعلامة فولكس واجن الشرق الأوسط لعامي 2023 و2024